# Hyphantosoma intricatum
Hyphantosoma intricatum is een tweekleppigensoort uit de familie van de Veneridae. De wetenschappelijke naam van de soort is voor het eerst geldig gepubliceerd in 1907 door Dautzenberg.